# موساشيموراياما (طوكيو)

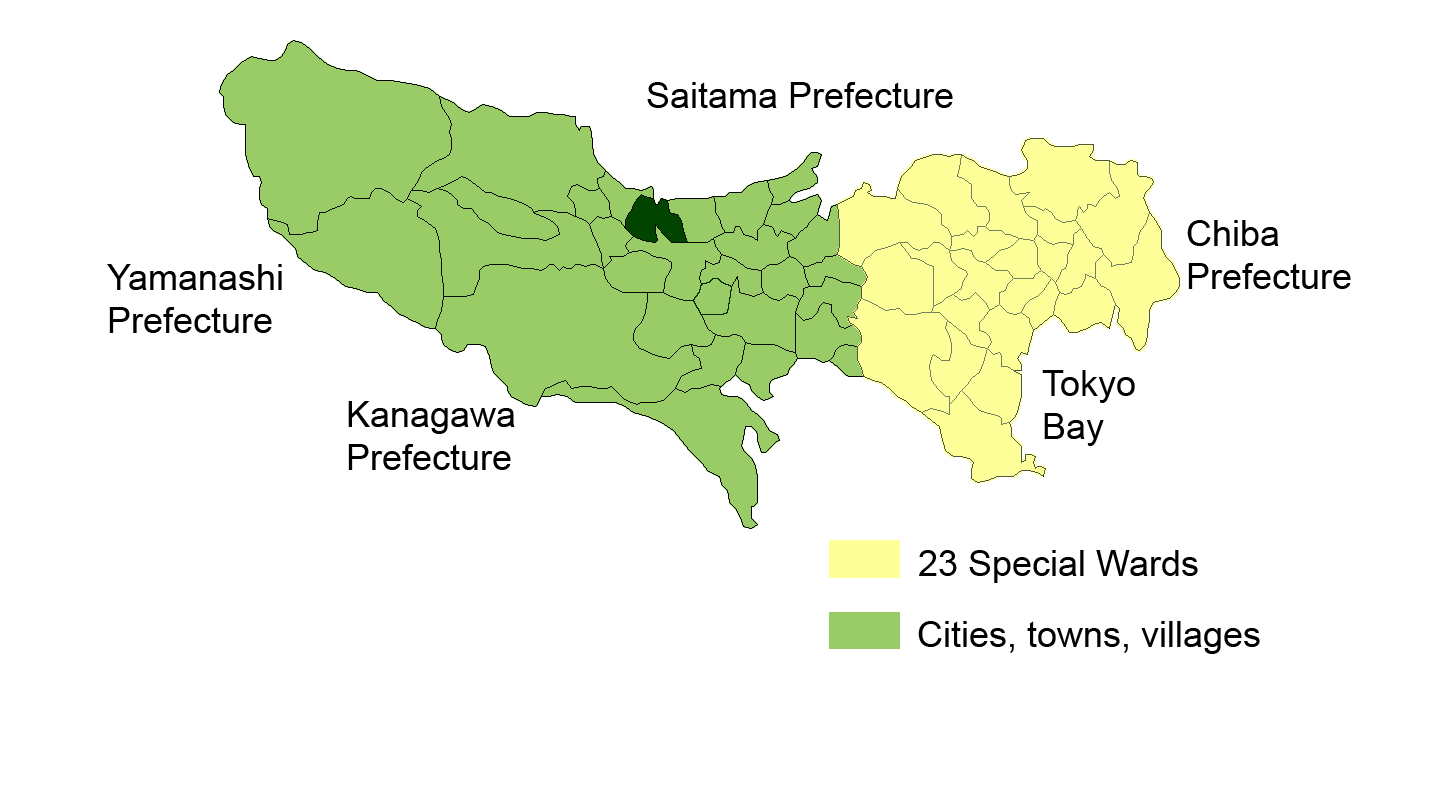
موقع مدينة موساشيموراياما ضمن محافظة طوكيو

مدينة موساشيموراياما (باليابانية: 武蔵村山市 موساشيموراياما-شي) هي مدينة تقع في طوكيو، اليابان.
في عام 2003، وصل التعداد السكاني للمدينة إلى 66,150 نسمة والكثافة السكانية 4,303.84 نسمة في الكيلومتر مربع، والمساحة الإجمالية 15.37 كم مربع. تم تأسيس المدينة في الثالث من نوفمبر 1970. يوجد في المدينة مركز تسوق جديد اسمه مدينة الألماس.

## وصلات خارجية
- موقع مدينة موساشيموراياما باللغة اليابانية
- موقع مدينة موساشيموراياما باللغة الإنكليزية